# Power Macintosh 5400
Le Power Macintosh 5400, aussi vendu par Apple sous le nom de Performa 5400 pour le grand public, remplaçait le Power Macintosh 5300 LC. Bien que possédant le même boîtier (avec un écran 15" intégré), il était très différent de l'intérieur. Son processeur, toujours un PowerPC 603e, atteignait 120 MHz (contre 100 MHz pour le 5300). Il était le premier Power Macintosh grand public et le premier Performa à utiliser de la mémoire de type DIMM 168 broches, plus rapide que la SIMM. Il pouvait ainsi utiliser des barrettes de 64 Mio, ce qui permettait d'étendre sa mémoire à 136 Mio (le  5300 était limité à 64 Mio). Il était aussi le premier à intégrer aussi un slot d'extension PCI (standard de beaucoup d'ordinateurs personnels) et à supporter le son surround. Ce premier modèle (5400/120) sera le seul à disposer d'un port Ethernet en standard.
Les Performa 5410 et Performa 5420 ne furent vendus qu'en Europe et en Asie et n'intégraient pas de carte Ethernet. Le 5420 était identique au 5410, à part que son boîtier était noir, ce qui en fait l'un des seuls Macintosh noir (à l'instar du Macintosh TV).
Le Performa 5400 fut mis à jour en août 1996 avec deux modèles dotés de processeurs poussés respectivement à 160 et 180 MHz.
Le Power Macintosh 5400/180 sorti en octobre 1996 et était tout comme le Performa 5420 dans un boîtier noir.
En décembre 1996 les Performa 5430 et 5440 apparurent et les Performa 6410 et 6420 furent mis à jour. Ces modèles étaient cadencé respectivement à 160, 180, 180 et 200 MHz. Le Performa 5440 était identique au Power Mac 5400/180 sauf qu'il avait un boîtier classique de couleur grise. Le Performa 6420/200 intégrait 256 Kio de mémoire cache de niveau 2, 24 Mio de mémoire vive (contre 16 Mio pour les autres) et un disque dur de 2,4 Go (1,6 Go pour les autres).
Enfin, un Power Mac 6400/200 fut lancé en février 1997. Ce modèle était identique au Performa 6400/200 à part le disque dur plus petit de 1,6 Go. Il intégrait en contrepartie, et comme les autres Power Mac 6400, un port Ethernet 10 Base-T.

## Caractéristiques
- processeur : PowerPC 603e 32 bit cadencé à 120, 160, 180 ou 200 MHz
- bus système 64 bit à 40 MHz
- mémoire morte : 4 Mio
- mémoire vive : 16 Mio ou 24 Mio (modèles à 200 MHz uniquement), extensible à 136 Mio
- mémoire cache de niveau 1 : 32 Kio
- mémoire cache de niveau 2 : 256 Kio optionnelle (en standard sur les modèles à 200 MHz)
- disque dur IDE de 1,6 Go (2,4 pour le Performa 5420/200)
- lecteur de disquette 1,44 Mo 3,5"
- lecteur CD-ROM 4x (8x pour les modèles à 160, 180 et 200 MHz)
- mémoire vidéo : 1 Mio de DRAM (mémoire vive dédiée)
- écran intégré 15" couleur shadow-mask
- résolutions supportées :
  - 640 × 480 en 16 bit (milliers de couleur)
  - 800 × 600 en 16 bit (milliers de couleurs)
  - 832 × 624 en 8 bit (256 couleurs)
  - 1024 × 768 en 8 bit (256 couleurs)
- slots d'extension:
  - 1 slot d'extension PCI
  - 1 Comm Slot
  - 1 slot entrée/sortie vidéo ou tuner TV
  - 2 connecteurs mémoire de type DIMM 168 broches (vitesse minimale : 70 ns)
- connectique :
  - 1 port SCSI (DB-25)
  - 2 ports série Geoports
  - 1 port ADB
  - port Ethernet 10BASE-T (uniquement pour les modèles Power Mac et Performa 5400/120)
  - sortie vidéo DB-15 optionnelle
  - sortie audio : stéréo 16 bit
  - entrée audio : stéréo 16 bit
- haut-parleur stéréo intégré
- microphone mono
- dimensions : 44,4 × 38,4 × 40,6 cm
- poids : 21,3 kg
- alimentation : 220 W
- systèmes supportés : Système 7.5.3 à Mac OS 9.1